# HZS-1
Horizontální značkovač silnic HZS-1 je speciální vozidlo určené k nanášení vodorovného dopravního značení. Bylo vyráběno národním podnikem Silniční stroje a zařízení v Nové Pace. Základem vozidla je svařovaný rám, k pohonu slouží za zadní nápravou umístěný motor z vozu Škoda 1000 MB, spojený s převodovkou a redukcí. Vlastní pracovní částí je značkovač, jehož komponenty jsou kompresor, zásobníky vzduchu, zásobníky barev a ředidla, rozvody vzduchu a barvy, automatické a ruční pistole, stírací talíře, dělič, ovládací panel značkovače a naváděcí rám. Vpředu se nacházejí dvě místa k sezení pro řidiče a obsluhu.

## Technické údaje
- délka v přepravní poloze: 5400 mm
- délka v pracovní poloze: 7200 mm
- výška: 1800 mm
- šířka: 1550 mm
- pracovní rychlost: 3–12 km/h
- přepravní rychlost: 24,5 km/h

## Galerie

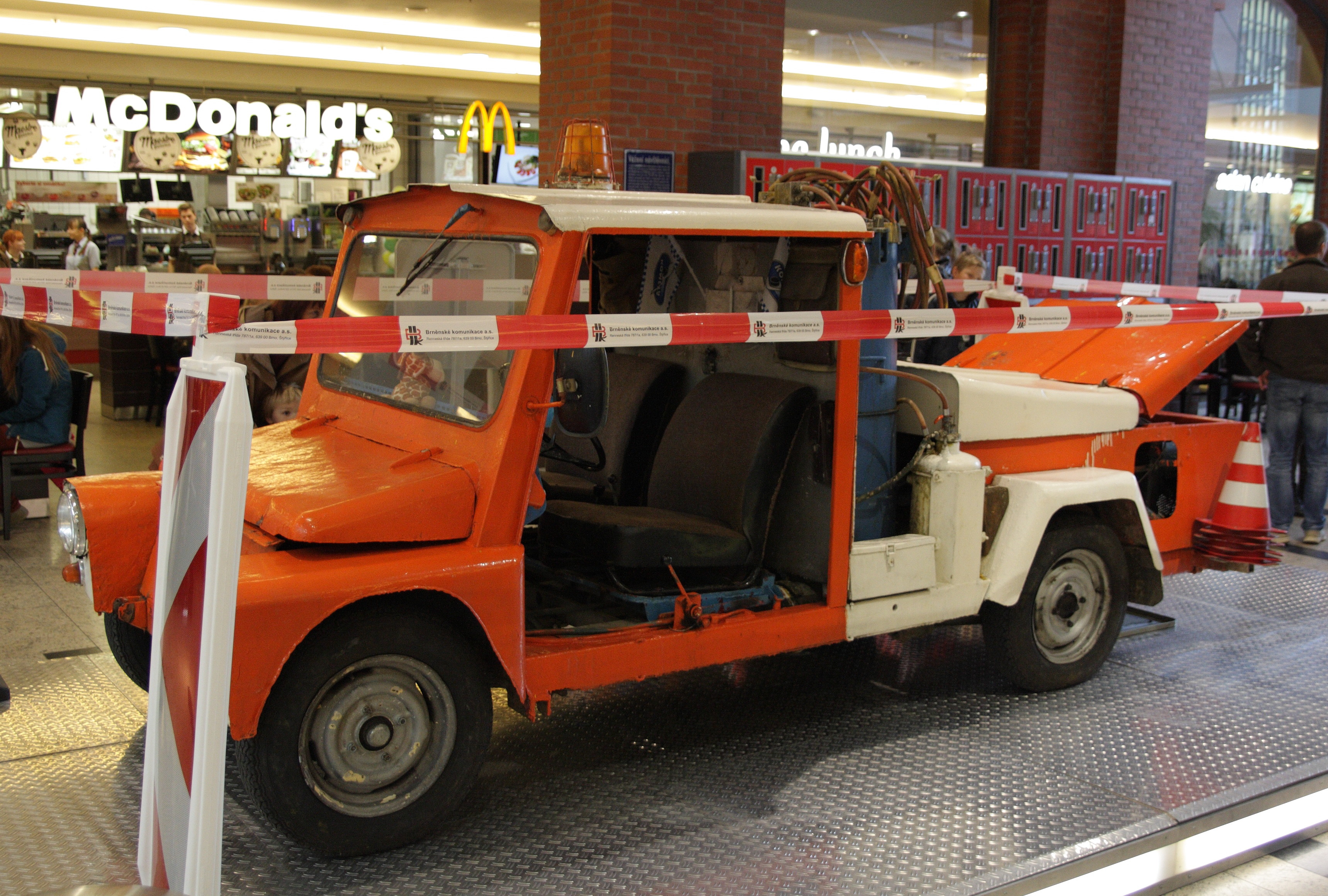
HZS-1 vystavený ve Vaňkovce
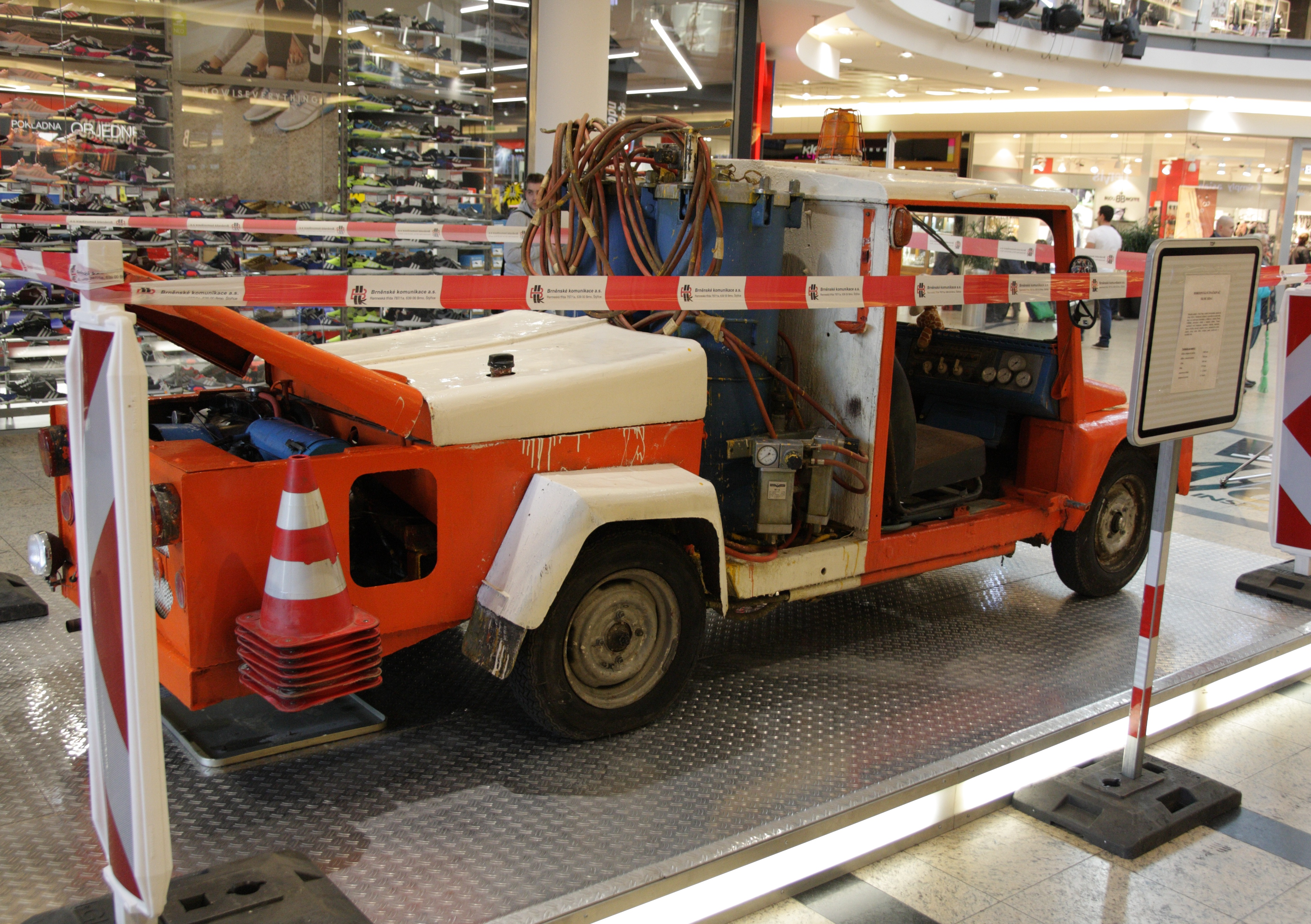
pravá strana
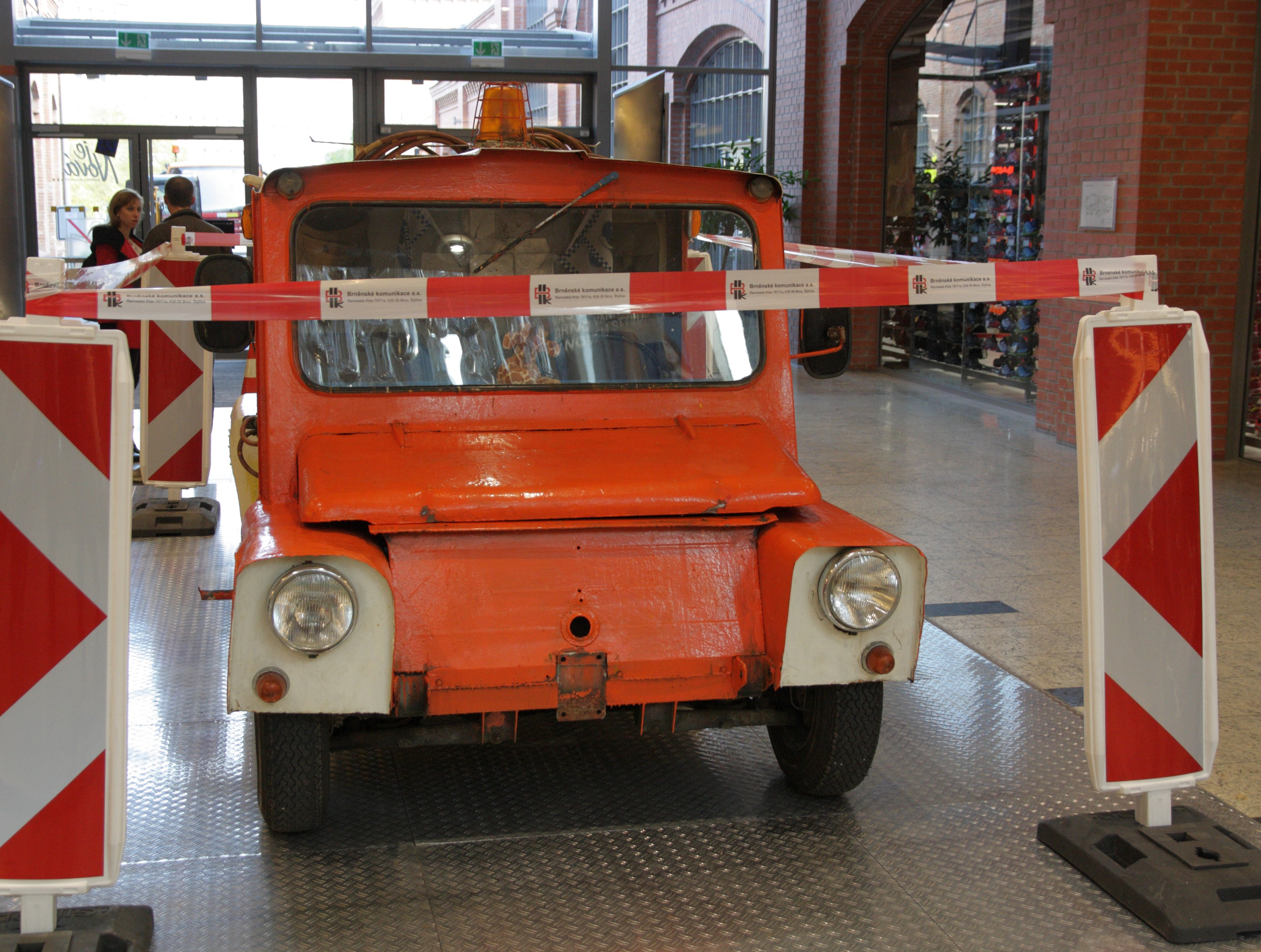
čelní pohled
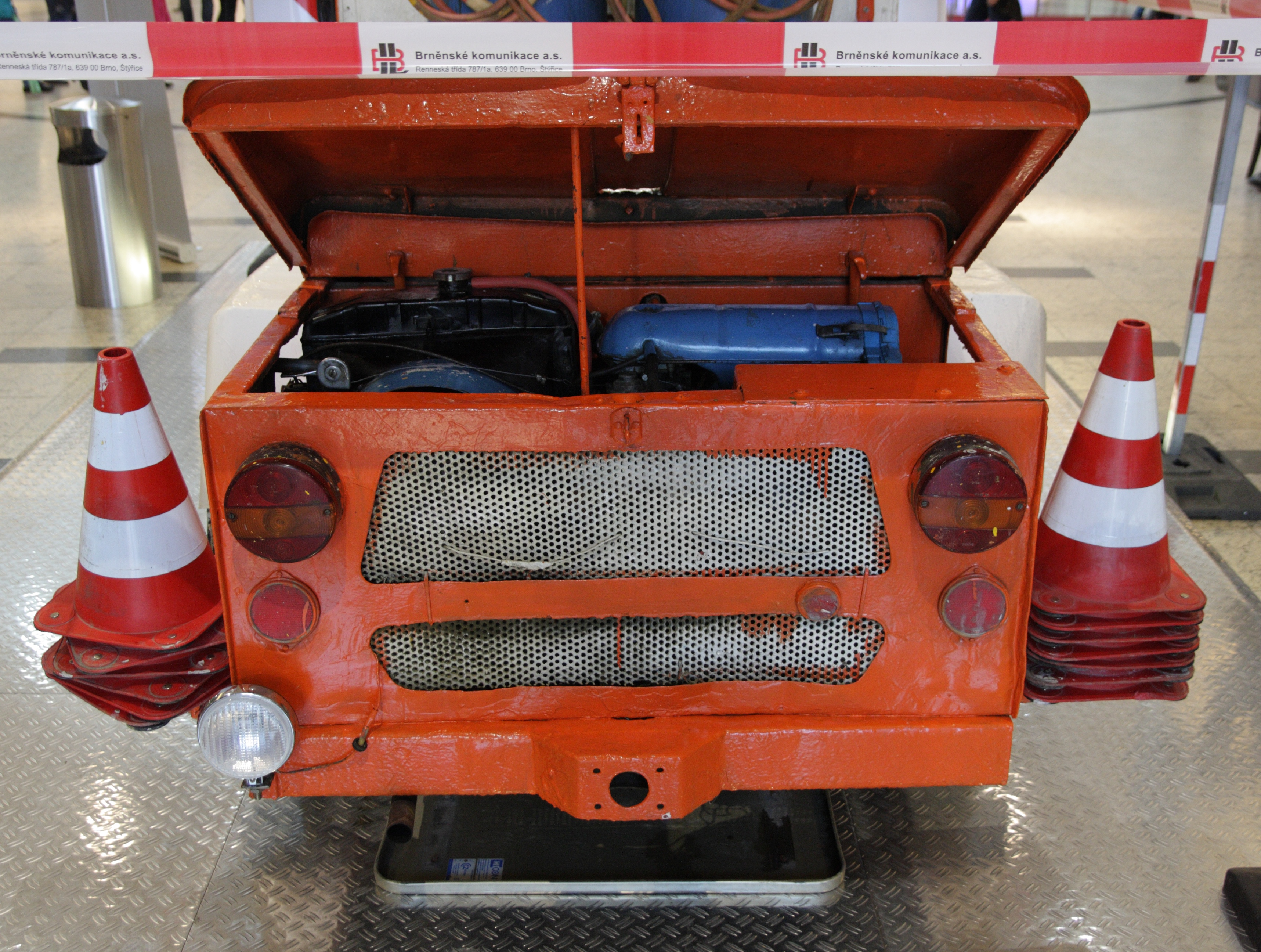
zadní pohled
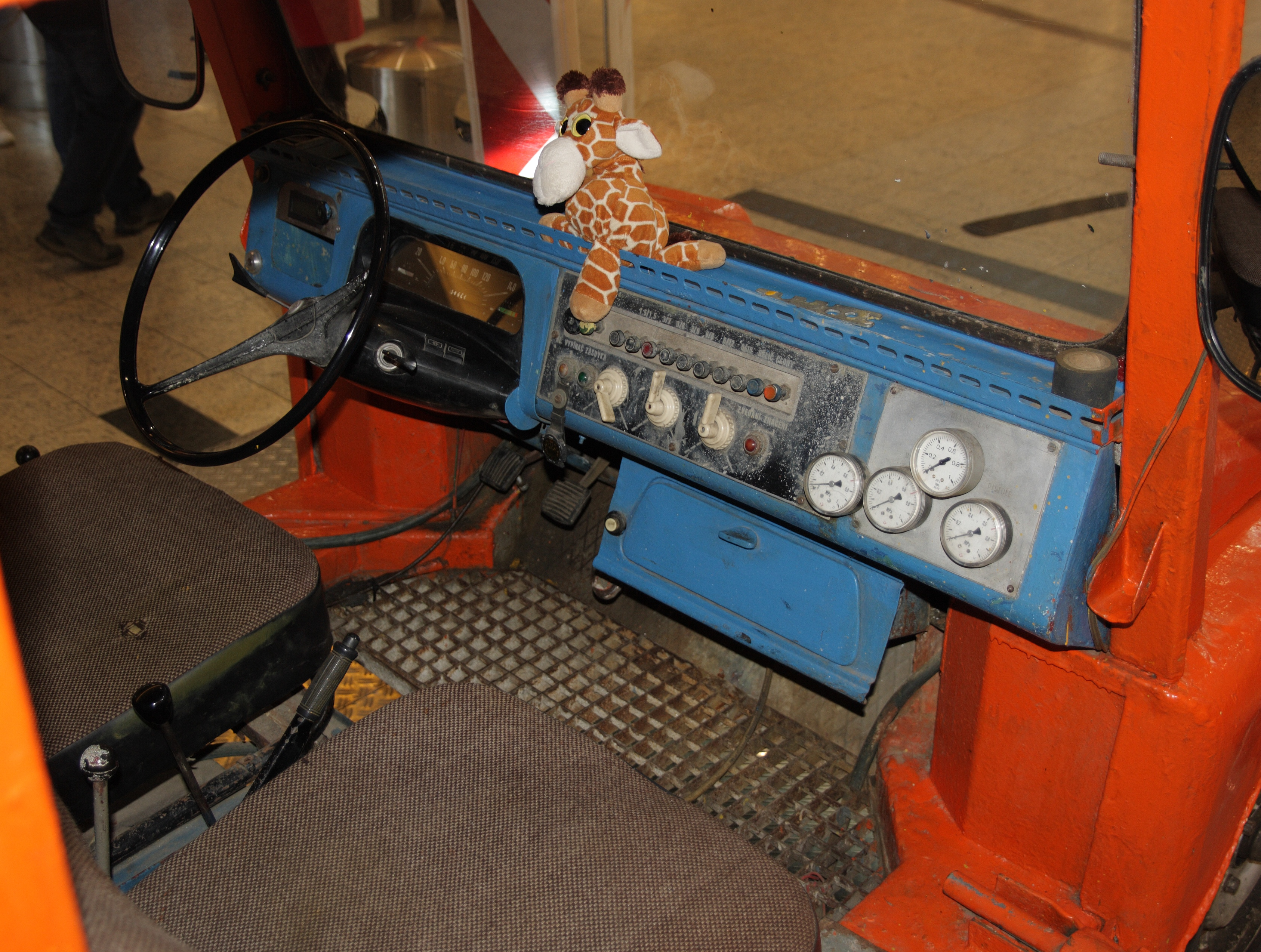
ovládací panel